# Croc (игра, 2000)
Croc — скроллинг-платформер для Game Boy Color, разработанный британской студией Virtucraft и изданный 6 июня 2000 года компанией THQ по лицензии Fox Interactive и Argonaut Software. Это 2D-ремейк 3D-платформера 1997 года Croc: Legend of the Gobbos с похожим геймплеем. В игре крокодил Крок отправляется на спасение расы мохнатых существ под названием гоббос от злого барона Данте. Игра получила смешанные отзывы критиков.